# 28.º distrito congresional de Texas
El 28.º distrito congresional es un distrito congresional que elige a un Representante para la Cámara de Representantes de los Estados Unidos por el estado de Texas.  Según la Oficina del Censo, en 2011 el distrito tenía una población de 833 467 habitantes. Actualmente el distrito está representado por el Demócrata Henry Cuellar.

## Geografía
El 28.º distrito congresional se encuentra ubicado en las coordenadas 27°50′55″N 98°54′49″O / 27.84861, -98.91361.

## Demografía
Según la Oficina del Censo de los Estados Unidos, en 2011 había 833 467 personas residiendo en el 28.º distrito congresional. De los 833 467 habitantes, el distrito estaba compuesto por 720 759 (86.5%) blancos; de esos, 710 014 (85.2%) eran blancos no latinos o hispanos. Además 11 652 (1.4%) eran afroamericanos o negros, 3 071 (0.4%) eran nativos de Alaska o amerindios, 5 694 (0.7%) eran asiáticos, 159 (0%) eran nativos de Hawái o isleños del Pacífico, 91 618 (11%) eran de otras razas y 11 259 (1.4%) pertenecían a dos o más razas. Del total de la población 662 790 (79.5%) eran hispanos o latinos de cualquier raza; 630 557 (75.7%) eran de ascendencia mexicana, 3 065 (0.4%) puertorriqueña y 615 (0.1%) cubana. Además del inglés, 3 723 (71.5%) personas mayor a cinco años de edad hablaban español perfectamente.
El número total de hogares en el distrito era de 242 496, y el 81.8% eran familias en la cual el 43.6 tenían menores de 18 años de edad viviendo con ellos. De todas las familias viviendo en el distrito, solamente el 58.9% eran matrimonios. Del total de hogares en el distrito, el 3.5 eran parejas que no estaban casadas, mientras que el 0.2% eran parejas del mismo sexo. El promedio de personas por hogar era de 3.4. 
En 2011 los ingresos medios por hogar en el distrito congresional eran de US$38 067, y los ingresos medios por familia eran de US$57 180. Los hogares que no formaban una familia tenían unos ingresos de US$47 892. El salario promedio de tiempo completo para los hombres era de US$34 810 frente a los US$28 404 para las mujeres. La renta per cápita para el distrito era de US$15 928. Alrededor del 25.1% de la población estaban por debajo del umbral de pobreza.